# Албрехт II фон Цимерн
Албрехт II фон Цимерн (на немски: Albrecht II, Graf von Zimmern; † ок. 1170) от влиятелната швабска благородническа фамилия е граф, господар на Цимерн. Прародител е на господарите и графовете фон Цимерн-Мескирх.
Той е син Готфрид II фон Цимерн († 1100/1111). Внук е на Готфрид I фон Цимерн († 1090/1092). Потомък е на граф Вилхелм I фон Цимерн († ок. 1041), първият известен господар и граф на Цимерн.
Ок. 1400 г. прапраправнук му Йохан II фон Цимерн († 1441) построява стария дворец в Мескирх. Прапрапрапрадядо е на Фробен Кристоф фон Цимерн (1519 – 1566), авторът на „Цимерската хроника“.
Родът на господарите и графовете фон Цимерн измира по мъжка линия през 1594 г.

## Деца
Албрехт II фон Цимерн има един син:
- Йохан I фон Цимерн († 1175/1179), граф, женен за Матилдис фон Феринген († сл. 1224), дъщеря на граф Волфрад I фон Феринген „Стари“ († сл. 1216) и Берхун фон Кирхберг († пр. 1220); родители на:
  - Вилхелм Вернер I фон Цимерн († 1234), женен за Аделхайд († пр. 1234); родител на:
    - Вернер III фон Цимерн († 1267)
    - Албрехт IV фон Цимерн († 1288/1289)
    - Конрад I фон Цимерн († 23 юли 1255), абат на Райхенау
    - Рудолф фон Цимерн († сл. 1265)